# Wulfila longipes
Wulfila longipes là một loài nhện trong họ Anyphaenidae.
Loài này thuộc chi Wulfila. Wulfila longipes được Elizabeth Bangs Bryant miêu tả năm 1940.